# Мойес, Джоджо
Полин Сара Джо «Джоджо» Мойес (англ. Pauline Sara Jo "Jojo" Moyes; род. 4 августа 1969, Мейдстон, Кент) — английская писательница, романистка, журналистка. Наиболее известное произведение — роман «До встречи с тобой».

## Биография
Джоджо Мойес родилась 4 августа 1969 года в Мейдстоне (графство Кент). Окончила Лондонский университет. В 1992 году выиграла стипендию ежедневной британской газеты «The Independent», и в результате смогла поступить в аспирантуру Лондонского городского университета. Позже, в течение десяти лет, она работала в этой газете.
Джоджо Мойес смогла полностью посвятить себя писательскому труду лишь в 2002 году, когда вышел первый её роман. Тем не менее она продолжила и свою журналистскую деятельность, писать статьи уже для газеты «The Daily Telegraph».
Писательница является одной из немногих, кому удалось дважды выиграть премию Ассоциации романтических новеллистов в номинации «Романтическая новелла года» (в первый раз — в 2004 году, за роман «Заморские фрукты»; второй раз победа Джоджо Мойес досталась в 2011 за роман «Последнее письмо от твоего любимого»).
Роман «До встречи с тобой» разошёлся полумиллионным тиражом уже в первые месяцы после выхода. Книга вошла в список бестселлеров «Нью-Йорк таймс» и была переведена на 39 языков. Права на её экранизацию приобрела киностудия «Метро-Голдвин-Майер».

## Личная жизнь
Мойес живёт на ферме вместе со своим мужем, журналистом Чарльзом Артуром. У них трое детей: Саския, Гарри и Локи.

### Романы
- Sheltering Rain (2002) / Счастливые шаги под дождём (2016)
- Foreign Fruit (2003) / Windfallen / Вилла «Аркадия» (2014)
- The Peacock Emporium (2004) / Где живёт счастье (2017)
- The Ship of Brides (2005) / Корабль невест (2014)
- Silver Bay (2007) / Серебристая бухта (2014)
- Night Music (2008) / Ночная музыка (2015)
- The Horse Dancer (2009)/Танцующая с лошадьми (2015)
- The Last Letter from Your Lover (2011) / Последнее письмо от твоего любимого (2013)
- Me Before You (2012) / До встречи с тобой (2013)
- Honeymoon in Paris: A Novella (2012) / Две встречи в Париже (2016)
- The Girl You Left Behind (2012) / Девушка, которую ты покинул (2013)
- The One plus one (2014) / Один плюс один (2014)
- After You (2015) / После тебя (До встречи с тобой #2)
- Paris For One (2016) and Other Stories (2017)
- Still Me (2018) / Все та же я (До встречи с тобой #3)
- The Giver of Stars (2019) / Дарующий звезды (2019)[7]
- Someone Else's Shoes (2023)
- We All Live Here (2025)